# Aloeides henningi
Henning’s Copper (Aloeides henningi) là một bướm ngày thuộc họ Lycaenidae. Loài này có ở Nam Phi, từ phía bắc East Cape tới Lesotho, phía tây KwaZulu-Natal, phần phía đông của Orange Free State, Mpumalanga, tỉnh Limpopo và Gauteng.
Sải cánh từ 23–26 mm đối với con đực và 24–26 mm đối với con cái. Cá thể trưởng thành mọc cánh từ tháng 9 tới tháng 11 làm một đợt ở những vùng lạnh hơn. Ở những vùng ấn, có 2 lứa. Cá thể trưởng thành mọc cánh từ tháng 1 tới tháng 2 .